# Asita Djavadi
Asita Leslie Djavadi (* 13. September 1971 in Ehingen (Donau)) ist eine deutsche Sängerin in den Bereichen Musical, Chanson, Rock/Pop und Jazz.

## Leben und Wirken
Djavadi wuchs in Oberschwaben auf und hat bayerische und iranische Wurzeln. Nach dem Abitur absolvierte sie in Konstanz eine Ausbildung zur Tänzerin und Diplom-Tanzpädagogin bei Inge Missmahl an der Schule für Tanz, Theater und Gestaltung Konstanz und arbeitete zunächst als Tanzlehrerin. Es folgte ein Musical-Studium an der Hochschule der Künste Berlin, das sie 1998 mit Auszeichnung abschloss.
Engagements führten sie unter anderem 2001 in einer Performance an die Neuköllner Oper, als Ensemblemitglied des Staatstheaters am Gärtnerplatz München (2002–2004), an die Schauspielbühnen Stuttgart (in Cabaret und der Dreigroschenoper), 2005 an das Theater Lüneburg (Piaf), an das Kolping-Musiktheater Schwäbisch Gmünd, an die Berliner Bühnen Theater des Westens und Friedrichstadtpalast sowie das Stadttheater Dortmund, das Staatstheater Kassel, die Westfälischen Kammerspiele Paderborn und das Stadttheater Fürth.
Zwischen 2003 und 2013 war Djavadi mehrfach zu Gast bei den Burgfestspielen Jagsthausen, wo sie Musicalhauptrollen unter anderem in Aida, Cabaret, Jesus Christ Superstar sowie The Rocky Horror Show übernahm und 2013 mit dem Publikumspreis ausgezeichnet wurde. Im Fernsehen war sie u. a. im Bayerischen Rundfunk zu sehen.
Djavadi gastiert zudem mit zum Teil selbst geschriebenen biografisch-musikalischen Bühnenprogrammen deutschlandweit, u. a. trat sie im Kammermusiksaal der Berliner Philharmonie auf. Sie wirkte auch als Frontsängerin in verschiedenen Bandformationen. Mit dem Duo Djavadi Djazz präsentierte sie Jazzprogramme. Als Gastsängerin arbeitete sie zum Beispiel mit der Lumberjack Big Band zusammen und wirkte bei CD-Aufnahmen mit.
An der Hochschule für Musik Würzburg unterrichtete Djavadi ab 2013 als Dozentin für Musicaltanz, Körperarbeit und Szene im Fachbereich Operngesang. Als Jurorin wirkte sie 2007 und 2008 beim Musikwettbewerbs Troubadour, 2012 in Nürnberg beim Wettbewerb Jugend musiziert in der Kategorie „Musical“ sowie 2014/2015 bei „Voice of Reutlingen“.

## Rollenrepertoire
- Edith Piaf in Piaf von Pam Gems
- Janet Weiss in The Rocky Horror Show
- Sally Bowles in Cabaret
- Aldonza/Dulcinea in Der Mann von La Mancha
- Polly Baker in Crazy for You
- Charity Hope[13] in Sweet Charity
- Marguerite St. Juste in Das scharlachrote Siegel
- Carrie[14] in The Blues Brothers  (Burgfestspiele Jagsthausen)
- Amneris in Aida
- Audrey in Der kleine Horrorladen
- Maria Magdalena in Jesus Christ Superstar
- Betty Rizzo in Grease
- Jeanie Ryan in Hair
- Minnie Fay in Hello, Dolly!
- Josephine Vanderwater[15] in Lady, Be Good
- Guinevere in Camelot
- Anne Dindon in La Cage aux Folles
- Polly Peachum[16] in Die Dreigroschenoper
- Liza Minnelli[17] in Liza – Life is a Cabaret von Karen Schultze

## Eigene Bühnenprogramme
- Piaf – die Suche nach Liebe: Asita Djavadi (Gesang, Buch & Musik), Andreas Geier (Regie & Buch), Jan Röck (Klavier)
- Brel meets Piaf: Dietmar Horcicka und Asita Djavadi (Gesang, Regie & Buch), Jan Röck (Klavier), Matthias Bender (Akkordeon)[18]
- Piaf – eine Hommage an Edith Piaf: Asita Djavadi (Gesang & Buch/Text), Jan Röck (Klavier), Wolfgang Maier (Klavier)
- Heute Abend Lola Blau: Asita Djavadi (Gesang), Olaf Paschner (Regie), Lara Britch (Choreografie), Viktor Wavrowitsch (Musikalische Leitung)
- Willkommen, Bienvenue, Welcome – A Tribute to Liza Minnelli: Asita Djavadi (Gesang & Buch), Lüneburger Symphoniker unter Thomas Dorsch
- Barbra – My Piece of Sky. Hommage an Barbra Streisand: Asita Djavadi (Gesang & Schauspiel, Buch & Regie), Jan Röck (Klavier)
- Zwei Welten: Asita Djavadi (Gesang, Buch/Text & Komposition), Jan Röck (Komposition & Klavier)
- Gott sei Dank sind wir nicht verheiratet – das Leben nach 10 Jahren Bühnenehe: Asita Djavadi (Gesang, Buch & Regie), Jan Röck (Musik)
- Brecht Kurtsweillig: Asita Djavadi (Gesang, Buch & Regie)
- Liza Minnelli – My world goes round: Asita Djavadi (Gesang & Buch), Jan Röck (Klavier)
- Wenn ich mir was wünschen dürfte... Lieder zwischen Berlin, Paris, New York: Asita Djavadi (Gesang, Buch/Text), Matthias Jahrmärker (Text), Jan Röck (Klavier)

## Diskografie
- To Rudy: Lumberjack Big Band. Mit Asita Djavadi, Annette Frank, Reinette van Zijtfeld-Lustig, George Major. (Chaos CACD8270; 2007)[19]
- Asita Djavadi & Jan Röck: Fragile. (Chaos CACD8462; 2017)[20]

## Kindermusicals
In Zusammenarbeit mit Jan Röck, Tanja Donner und Simone Härter entstanden bislang drei Kindermusicals für den Härter Kinderbuchverlag, bei denen Djavadi die Kompositionen beisteuerte:
- Jule Rapunzel. Verlag Härter, 2009, ISBN 978-3-9810807-6-6.
- Rumpelstilzchens Glück. Verlag Härter, 2011, ISBN 978-3-9810807-9-7.
- Rotkäppchens Wolf. Verlag Härter, 2014, ISBN 978-3-7011-8229-9.

## Auszeichnungen
- 2008: Ravensburger Kupferle[21]
- 2013: Publikumspreis Burgfestspiele Jagsthausen[5]